# Аберле, Хуан
Хуан Аберле (исп. Juan Aberle; собственно Джованни Энрико Аберле, итал. Giovanni Enrico Aberle; 10 декабря 1846, Неаполь — 28 февраля 1930, Сан-Сальвадор) — сальвадорский композитор, пианист и дирижёр итальянского происхождения, автор Национального гимна Сальвадора.
С 11-летнего возраста учился в неаполитанской Королевской консерватории, в том числе у Клаудио Конти и Беньямино Чези; гармонию и композицию изучал под руководством Паоло Серрао и Саверио Меркаданте. Окончил курс в 1866 г.
В 1867 г. отправился в Нью-Йорк, где работал органист и как дирижёр, в том числе сопровождая выступления певицы Клары Луизы Келлог.
В 1870 г. был ангажирован певцом и импресарио Эджисто Петрилли, руководителем разъездной итальянской оперной труппы, выступавшей по всей Латинской Америке, и направился с ней в Гватемалу. Выступал также в составе трио с Рейнальдо Ребальяти (скрипка) и Виктором Фигероа (гобой). В Гватемале остался на несколько лет, в 1873 г. основал на собственные средства первую в стране консерваторию (ныне Национальная консерватория), которую возглавлял до 1876 года. Затем, вместе с новой итальянской оперной труппой во главе с Эрколе Пицциоли, перебрался в Сальвадор, где его дирижёрская работа получила высокую оценку местных властей, назначивших его руководителем одного из военных оркестров страны. В 1877 г. по заказу президента Сальвадора Рафаэля Сальдивара положил на музыку патриотическое стихотворение Хуана Хосе Каньяса, утверждённое в 1879 г. в качестве гимна страны. В 1883 г. основал иллюстрированный музыкальный журнал La Ilustracion Musical Centro-Americana, публиковавший биографии и ноты известных музыкантов Латинской Америки и остального мира.
В 1891 г. после военного переворота в Сальвадоре вернулся в Гватемалу, руководил военным оркестром. В 1892—1895 гг. вновь возглавлял консерваторию в Гватемале; по инициативе Аберле наиболее одарённый из воспитанников, Эркулано Альварадо, был направлен для дальнейшего обучения в Неаполь. С 1896 г. работал в коста-риканском городе Эредия. Затем вернулся в Сальвадор и в 1906 г. вместе с Антонио Джаноли предпринял попытку основать симфонический оркестр (просуществовавший, однако, лишь до 1910 года). В 1916 г. был назначен главным дирижёром Правительственного оркестра (исп. Banda de los Altos Poderes). В 1922 г. вышел на пенсию.
Среди сочинений Аберле — оперы «Любовь и война» (англ. Love and War; 1868, Нью-Йорк), «Конрад Монферратский» (итал. Conrado di Monferrato; 1872, на исторический сюжет из жизни средневекового правителя графа Конрада), «Айвенго» (по одноимённому роману Вальтера Скотта) и «Две мести» (итал. Le due vendette), сарсуэла «Венецианские ухажёры» (исп. Galanteos en Venecia; 1874), балет «Джизельда» (итал. Giselda; 1876). Ему принадлежит также ряд месс, в том числе Messa di Gloria (1916), оркестровые, камерные и фортепианные сочинения (в том числе два сборника вальсов) нью-йоркского периода, многочисленные марши и гимны, написанные в Сальвадоре.
Аберле женился в 1890 г. в Санта-Ане на уроженке Сальвадора Хертрудис Перес Касерес. У них было четверо сыновей и одна дочь; один из сыновей, Рикардо Вагнер Аберле (названный в честь Рихарда Вагнера), стал одним из первых сальвадорских лётчиков и погиб в 1926 году, другой, Хуан Энрике Аберле, служил в сальвадорской армии, дослужился до полковника, заведовал Национальным арсеналом, в 1927 г. вместе с майором Альфаро Ногерой предпринял неудачную попытку государственного переворота и на следующий год был расстрелян. Внук, Энрике Аберле, был художником и культуртрегером.
Имя Аберле носит улица в Сан-Сальвадоре (исп. Avenida Juan Aberle).